# Bejaranoa
Bejaranoa é um género botânico pertencente à família Asteraceae.